# Llista de topònims de Viver i Serrateix
Montmajor
Llista de topònims (noms propis de lloc) del municipi de Viver i Serrateix, al Berguedà
Informació actualitzada per un bot. Els canvis manuals es perdran quan s'actualitzi!

## castell
| imatge | Nom                           | Ubicat a          | instància de | Detalls                                   | coordenades                                                                                        | Protecció                                            | Commons (més fotos) | Dades a WD                    |
| ------ | ----------------------------- | ----------------- | ------------ | ----------------------------------------- | -------------------------------------------------------------------------------------------------- | ---------------------------------------------------- | ------------------- | ----------------------------- |
|        | Casa Castell de Balaguer Vell | Viver i Serrateix | castell      | Estat: enderrocat o destruït              | |                                                      |                     | Modifica les dades a Wikidata |
|        | Castell de Viver              | Viver             | castell      | Estil: arquitectura romànica 10th century | 41° 57′ 15″ N, 1° 48′ 34″ E / 41.954113°N,1.809316°E ca:Viver, sobre la Masia de Vilanova 620 msnm | bé integrant del patrimoni cultural català           | Castell de Viver    | Modifica les dades a Wikidata |
|        | Castellot de Viver            | Viver i Serrateix | castell      |                                           | 41° 56′ 37″ N, 1° 48′ 51″ E / 41.94361111°N,1.81416667°E                                           | bé d'interès cultural bé cultural d'interès nacional | Castellot de Viver  | Modifica les dades a Wikidata |

## creu monumental
| imatge | Nom                 | Ubicat a          | instància de    | Detalls | coordenades                                                                  | Protecció | Commons (més fotos) | Dades a WD                    |
| ------ | ------------------- | ----------------- | --------------- | ------- | ---------------------------------------------------------------------------- | --------- | ------------------- | ----------------------------- |
|        | creu de Santfeliu   | Viver i Serrateix | creu monumental |         | 41° 57′ 26″ N, 1° 48′ 12″ E / 41.9573553530134°N,1.80326103220628°E 716 msnm |           |                     | Modifica les dades a Wikidata |
|        | creu de la Bardaixa | Viver i Serrateix | creu monumental |         | 41° 56′ 21″ N, 1° 44′ 55″ E / 41.9390745190175°N,1.74858393302491°E 687 msnm |           |                     | Modifica les dades a Wikidata |

## curs d'aigua
| imatge | Nom                   | Ubicat a                                                         | instància de | Detalls                                                | coordenades | Protecció | Commons (més fotos) | Dades a WD                    |
| ------ | --------------------- | ---------------------------------------------------------------- | ------------ | ------------------------------------------------------ | --- | --------- | ------------------- | ----------------------------- |
|        | rasa de Can Serra     | Viver i Serrateix                                                | curs d'aigua | Desemboca: riera de Navel Llarg: 1383m Conca: 73.8ha   | 41° 59′ 00″ N, 1° 46′ 41″ E / 41.983205°N,1.778055°E 41° 59′ 11″ N, 1° 45′ 51″ E / 41.986416°N,1.764184°E                                       |           |                     | Modifica les dades a Wikidata |
|        | rasa de Masucó        | Viver i Serrateix                                                | curs d'aigua | Desemboca: riera de Navel Llarg: 2796m Conca: 162.7ha  | 41° 58′ 17″ N, 1° 47′ 10″ E / 41.971517°N,1.786181°E 41° 57′ 51″ N, 1° 45′ 22″ E / 41.964221°N,1.756048°E                                       |           |                     | Modifica les dades a Wikidata |
|        | rasa de Sant Martí    | Viver i Serrateix                                                | curs d'aigua | Desemboca: riera de Navel Llarg: 2534m Conca: 157.3ha  | 41° 58′ 16″ N, 1° 46′ 00″ E / 41.971095°N,1.766692°E 41° 57′ 58″ N, 1° 45′ 17″ E / 41.966094°N,1.754787°E                                       |           |                     | Modifica les dades a Wikidata |
|        | rasa de Vilajussana   | Viver i Serrateix                                                | curs d'aigua | Desemboca: riera de Navel Llarg: 2.86km Conca: 302.9ha | 41° 58′ 10″ N, 1° 47′ 15″ E / 41.96937°N,1.787528°E 41° 57′ 31″ N, 1° 45′ 21″ E / 41.958589°N,1.755955°E                                        |           |                     | Modifica les dades a Wikidata |
|        | rasa del Forn         | Montclar Viver i Serrateix                                       | curs d'aigua | Desemboca: riera de Navel Llarg: 2.78km Conca: 781.6ha | 42° 00′ 07″ N, 1° 47′ 29″ E / 42.001893°N,1.791494°E 41° 59′ 20″ N, 1° 45′ 52″ E / 41.988883°N,1.764396°E                                       |           |                     | Modifica les dades a Wikidata |
|        | riera de Merola       | Viver i Serrateix Casserres Puig-reig                            | curs d'aigua | Desemboca: Llobregat                                   | 41° 58′ 52″ N, 1° 46′ 56″ E / 41.981046°N,1.782164°E 41° 55′ 01″ N, 1° 53′ 09″ E / 41.91703°N,1.885707°E                                        |           | Riera de Merola     | Modifica les dades a Wikidata |
|        | riera de Navel        | Capolat l'Espunyola Montclar Montmajor Viver i Serrateix Cardona | curs d'aigua | Desemboca: Cardener Llarg: 28.6km Conca: 109.15km²     | 41° 54′ 37″ N, 1° 42′ 46″ E / 41.91041194444445°N,1.7127788888888889°E 42° 05′ 16″ N, 1° 45′ 10″ E / 42.08785805555556°N,1.752678888888889°E    |           | Riera de Navel      | Modifica les dades a Wikidata |
|        | riera de Valldeperes  | Viver i Serrateix Navàs Cardona                                  | curs d'aigua | Desemboca: Cardener Llarg: 6.89km Conca: 9.47km²       | 41° 56′ 11″ N, 1° 45′ 14″ E / 41.936346944444445°N,1.7539180555555556°E 41° 53′ 54″ N, 1° 43′ 03″ E / 41.898451111111115°N,1.7173980555555557°E |           |                     | Modifica les dades a Wikidata |
|        | riera de l'Hospital   | Navès l'Espunyola Montmajor                                      | curs d'aigua | Desemboca: riera de Navel Llarg: 19.2km                | 42° 03′ 40″ N, 1° 42′ 18″ E / 42.061159°N,1.704885°E 41° 56′ 25″ N, 1° 44′ 09″ E / 41.940148°N,1.735926°E                                       |           |                     | Modifica les dades a Wikidata |
|        | riera del Molí        | Viver i Serrateix                                                | curs d'aigua | Desemboca: riera de Navel Llarg: 2632m Conca: 196ha    | 41° 57′ 07″ N, 1° 47′ 01″ E / 41.951985°N,1.78349°E 41° 57′ 03″ N, 1° 45′ 12″ E / 41.950715°N,1.753267°E                                        |           |                     | Modifica les dades a Wikidata |
|        | riera del Mujal       | Viver i Serrateix Navàs Balsareny                                | curs d'aigua | Desemboca: Llobregat                                   | 41° 51′ 36″ N, 1° 52′ 48″ E / 41.86012464693184°N,1.879992485046387°E                                                                           |           |                     | Modifica les dades a Wikidata |
|        | torrent de les Sitges | Montclar l'Espunyola Viver i Serrateix                           | curs d'aigua | Desemboca: rasa del Forn Llarg: 4.78km Conca: 574.7ha  | 42° 01′ 49″ N, 1° 47′ 13″ E / 42.030352°N,1.787083°E 41° 59′ 51″ N, 1° 46′ 43″ E / 41.997598°N,1.77865°E                                        |           |                     | Modifica les dades a Wikidata |

## entitat singular de població
| imatge | Nom                   | Ubicat a          | instància de                                   | Detalls | coordenades                                                            | Protecció | Commons (més fotos)                       | Dades a WD                    |
| ------ | --------------------- | ----------------- | ---------------------------------------------- | ------- | ---------------------------------------------------------------------- | --------- | ----------------------------------------- | ----------------------------- |
|        | Sant Joan de Montdarn | Viver i Serrateix | entitat singular de població                   | 24 hab  | 41° 58′ 46″ N, 1° 46′ 51″ E / 41.9793666667°N,1.78079444444°E 652 msnm |           | Sant Joan de Montdarn (Viver i Serrateix) | Modifica les dades a Wikidata |
|        | Serrateix             | Viver i Serrateix | entitat singular de població capital municipal | 77 hab  | 41° 56′ 47″ N, 1° 46′ 34″ E / 41.946469°N,1.776242°E 730 msnm          |           | Serrateix                                 | Modifica les dades a Wikidata |
|        | Viver                 | Viver i Serrateix | entitat singular de població                   | 72 hab  | 41° 57′ 22″ N, 1° 48′ 46″ E / 41.956144°N,1.812711°E 608 msnm          |           | Viver (Viver i Serrateix)                 | Modifica les dades a Wikidata |

## església
| imatge | Nom                               | Ubicat a          | instància de                          | Detalls                                                                                | coordenades                                                         | Protecció                                            | Commons (més fotos)      | Dades a WD                    |
| ------ | --------------------------------- | ----------------- | ------------------------------------- | -------------------------------------------------------------------------------------- | ------------------------------------------------------------------- | ---------------------------------------------------- | ------------------------ | ----------------------------- |
|        | Ermita de Sant Just i Sant Pastor | Viver i Serrateix | església                              | Estil: arquitectura popular                                                            | 41° 55′ 41″ N, 1° 46′ 38″ E / 41.927977°N,1.777319°E                | bé integrant del patrimoni cultural català           |                          | Modifica les dades a Wikidata |
|        | Mare de Déu del Roser de les Cots | Viver i Serrateix | església capella                      |                                                                                        | 41° 59′ 30″ N, 1° 46′ 52″ E / 41.9917712039897°N,1.78119919620973°E |                                                      |                          | Modifica les dades a Wikidata |
|        | Sant Martí del Balaguer           | Viver i Serrateix | església                              | Estil: arquitectura romànica                                                           | 41° 58′ 23″ N, 1° 46′ 04″ E / 41.972979°N,1.767872°E                | bé integrant del patrimoni cultural català           | Sant Martí del Balaguer  | Modifica les dades a Wikidata |
|        | Sant Miquel de Trulls             | Viver i Serrateix | església                              |                                                                                        | 41° 55′ 49″ N, 1° 50′ 56″ E / 41.930268°N,1.848871°E                | bé integrant del patrimoni cultural català           |                          | Modifica les dades a Wikidata |
|        | Sant Miquel de Viver              | Viver i Serrateix | església església parroquial          |                                                                                        | 41° 57′ 22″ N, 1° 48′ 46″ E / 41.956145°N,1.812711°E                | bé integrant del patrimoni cultural català           | Sant Miquel de Viver     | Modifica les dades a Wikidata |
|        | Sant Narcís de Viver              | Viver i Serrateix | església                              |                                                                                        | 41° 56′ 50″ N, 1° 49′ 22″ E / 41.94731°N,1.822843°E                 | bé integrant del patrimoni cultural català           |                          | Modifica les dades a Wikidata |
|        | Sant Pere de Serrateix            | Viver i Serrateix | església                              |                                                                                        | 41° 56′ 48″ N, 1° 46′ 38″ E / 41.946629°N,1.777207°E                | bé integrant del patrimoni cultural català           | Sant Pere de Serrateix   | Modifica les dades a Wikidata |
|        | Sant Vicenç de Navel              | Viver i Serrateix | església                              | Estil: arquitectura romànica                                                           | 41° 56′ 16″ N, 1° 43′ 27″ E / 41.937879°N,1.724232°E 469 msnm       | bé integrant del patrimoni cultural català           | Sant Vicenç de Navel     | Modifica les dades a Wikidata |
|        | Santa Maria de Serrateix          | Viver i Serrateix | església monestir església parroquial | Estil: arquitectura romànica arquitectura gòtica arquitectura neoclàssica 10th century | 41° 56′ 46″ N, 1° 46′ 36″ E / 41.946239°N,1.776604°E 730 msnm       | bé d'interès cultural bé cultural d'interès nacional | Santa Maria de Serrateix | Modifica les dades a Wikidata |
|        | capella de Cal Santamaria         | Viver i Serrateix | església                              | Estil: arquitectura barroca arquitectura popular                                       | 41° 56′ 02″ N, 1° 45′ 42″ E / 41.934007°N,1.761762°E                | bé integrant del patrimoni cultural català           |                          | Modifica les dades a Wikidata |

## masia
| imatge | Nom                    | Ubicat a                | instància de | Detalls                                         | coordenades | Protecció                                  | Commons (més fotos)              | Dades a WD                    |
| ------ | ---------------------- | ----------------------- | ------------ | ----------------------------------------------- | --- | ------------------------------------------ | -------------------------------- | ----------------------------- |
|        | Albesa                 | Viver i Serrateix       | masia        |                                                 | 41° 56′ 02″ N, 1° 48′ 10″ E / 41.933997°N,1.802881°E                                                              | bé integrant del patrimoni cultural català |                                  | Modifica les dades a Wikidata |
|        | Becs                   | Viver i Serrateix       | masia        |                                                 | 41° 57′ 24″ N, 1° 50′ 44″ E / 41.9566452418428°N,1.84561483772766°E                                               |                                            |                                  | Modifica les dades a Wikidata |
|        | Buida-sacs             | Viver i Serrateix       | masia        |                                                 | 41° 59′ 11″ N, 1° 45′ 54″ E / 41.986352848126°N,1.7651226507832°E                                                 |                                            |                                  | Modifica les dades a Wikidata |
|        | Cal Bernat             | Viver i Serrateix       | masia        | Estil: arquitectura popular                     | 41° 55′ 26″ N, 1° 45′ 55″ E / 41.923755°N,1.76527°E                                                               | bé integrant del patrimoni cultural català |                                  | Modifica les dades a Wikidata |
|        | Cal Calveres           | Viver i Serrateix       | masia        | Estil: arquitectura popular                     | 41° 56′ 56″ N, 1° 47′ 01″ E / 41.948785°N,1.783717°E                                                              | bé integrant del patrimoni cultural català |                                  | Modifica les dades a Wikidata |
|        | Cal Fatget             | Viver i Serrateix       | masia        | Estil: arquitectura popular                     | 41° 56′ 30″ N, 1° 49′ 36″ E / 41.941583°N,1.826697°E                                                              | bé integrant del patrimoni cultural català |                                  | Modifica les dades a Wikidata |
|        | Cal Fuster             | Viver i Serrateix       | masia        |                                                 | 41° 56′ 51″ N, 1° 46′ 49″ E / 41.947623°N,1.780147°E                                                              |                                            | Cal Fuster (Serrateix)           | Modifica les dades a Wikidata |
|        | Cal Gaig               | Viver i Serrateix       | masia        |                                                 | 41° 56′ 26″ N, 1° 46′ 15″ E / 41.940458511958°N,1.77081343405394°E                                                |                                            |                                  | Modifica les dades a Wikidata |
|        | Cal Gavarra            | Viver i Serrateix       | masia        |                                                 | 41° 56′ 45″ N, 1° 46′ 35″ E / 41.945749895303°N,1.77629750202072°E                                                |                                            |                                  | Modifica les dades a Wikidata |
|        | Cal Gener              | Viver i Serrateix       | masia        |                                                 | 41° 55′ 37″ N, 1° 46′ 55″ E / 41.9268162678372°N,1.78205053947304°E                                               |                                            |                                  | Modifica les dades a Wikidata |
|        | Cal Jaume              | Viver i Serrateix       | masia        |                                                 | 41° 56′ 54″ N, 1° 46′ 53″ E / 41.9483988042264°N,1.78147084573324°E                                               |                                            |                                  | Modifica les dades a Wikidata |
|        | Cal Mestre             | Viver i Serrateix       | masia        |                                                 | 41° 59′ 09″ N, 1° 47′ 26″ E / 41.985722271553°N,1.7904852364211°E                                                 |                                            |                                  | Modifica les dades a Wikidata |
|        | Cal Paraire            | Viver i Serrateix       | masia        |                                                 | 41° 55′ 47″ N, 1° 49′ 04″ E / 41.9297109734114°N,1.81772066189103°E                                               |                                            |                                  | Modifica les dades a Wikidata |
|        | Cal Pastisser          | Viver i Serrateix       | masia        |                                                 | 41° 56′ 48″ N, 1° 46′ 38″ E / 41.9466346602998°N,1.77734224300414°E                                               |                                            |                                  | Modifica les dades a Wikidata |
|        | Cal Peirot             | Viver i Serrateix       | masia        | Estil: arquitectura popular                     | 41° 58′ 50″ N, 1° 45′ 44″ E / 41.980512°N,1.762111°E                                                              | bé integrant del patrimoni cultural català |                                  | Modifica les dades a Wikidata |
|        | Cal Pere Castell       | Viver i Serrateix       | masia        |                                                 | 41° 56′ 58″ N, 1° 46′ 18″ E / 41.9495181552345°N,1.77156837577193°E                                               |                                            |                                  | Modifica les dades a Wikidata |
|        | Cal Pinyer             | Viver i Serrateix       | masia        |                                                 | 41° 55′ 48″ N, 1° 47′ 21″ E / 41.929868099047°N,1.7891288815832°E                                                 |                                            |                                  | Modifica les dades a Wikidata |
|        | Cal Sala               | Viver                   | masia        | Estil: arquitectura popular                     | 41° 56′ 38″ N, 1° 49′ 20″ E / 41.944017°N,1.822093°E                                                              | bé integrant del patrimoni cultural català |                                  | Modifica les dades a Wikidata |
|        | Cal Sastre             | Viver i Serrateix       | masia        | Estil: arquitectura popular                     | 41° 57′ 19″ N, 1° 48′ 50″ E / 41.955367°N,1.813902°E                                                              | bé integrant del patrimoni cultural català |                                  | Modifica les dades a Wikidata |
|        | Cal Savés              | Viver i Serrateix       | masia        | Estil: arquitectura popular                     | 41° 56′ 03″ N, 1° 44′ 53″ E / 41.934081°N,1.74804°E 724 msnm                                                      | bé integrant del patrimoni cultural català | Cal Savés                        | Modifica les dades a Wikidata |
|        | Cal Sord               | Viver i Serrateix       | masia        |                                                 | 41° 55′ 45″ N, 1° 48′ 51″ E / 41.9290622045299°N,1.81419875293858°E                                               |                                            |                                  | Modifica les dades a Wikidata |
|        | Can Cervera            | Viver i Serrateix       | masia        |                                                 | 41° 56′ 14″ N, 1° 43′ 52″ E / 41.937347050191°N,1.7310875013284°E                                                 |                                            |                                  | Modifica les dades a Wikidata |
|        | Can Serra              | Sant Joan de Montdarn   | masia        | Estil: arquitectura popular                     | 41° 58′ 55″ N, 1° 46′ 42″ E / 41.981814°N,1.778415°E                                                              | bé integrant del patrimoni cultural català |                                  | Modifica les dades a Wikidata |
|        | Capdecosta             | Viver i Serrateix       | masia        | Estil: arquitectura popular                     | 41° 56′ 21″ N, 1° 45′ 21″ E / 41.939209°N,1.755759°E 701 msnm                                                     | bé integrant del patrimoni cultural català | Capdecosta (Serrateix)           | Modifica les dades a Wikidata |
|        | Carmona                | Viver i Serrateix       | masia        |                                                 | 41° 55′ 52″ N, 1° 49′ 38″ E / 41.9312225715898°N,1.82723336647402°E                                               |                                            |                                  | Modifica les dades a Wikidata |
|        | Caselles               | Viver i Serrateix       | masia        | Estil: arquitectura popular                     | 41° 58′ 28″ N, 1° 48′ 10″ E / 41.974416°N,1.802656°E                                                              |                                            |                                  | Modifica les dades a Wikidata |
|        | Cerdans                | Viver i Serrateix       | masia        |                                                 | 41° 55′ 32″ N, 1° 48′ 05″ E / 41.925492291474°N,1.8012718997473°E                                                 |                                            |                                  | Modifica les dades a Wikidata |
|        | Coll-de-ralic          | Viver i Serrateix       | masia        |                                                 | 41° 59′ 37″ N, 1° 48′ 14″ E / 41.9935405952736°N,1.80385101149742°E                                               |                                            |                                  | Modifica les dades a Wikidata |
|        | Cor-de-roure           | Viver i Serrateix       | masia        | Estil: arquitectura popular                     | 41° 58′ 45″ N, 1° 46′ 52″ E / 41.979277°N,1.781028°E                                                              | bé integrant del patrimoni cultural català |                                  | Modifica les dades a Wikidata |
|        | Coromines              | Viver i Serrateix       | masia        | Estil: arquitectura popular                     | 41° 55′ 49″ N, 1° 50′ 07″ E / 41.93036°N,1.835222°E                                                               | bé integrant del patrimoni cultural català |                                  | Modifica les dades a Wikidata |
|        | Escardívol             | Viver i Serrateix       | masia        | Estil: arquitectura popular                     | 41° 57′ 30″ N, 1° 48′ 51″ E / 41.958212°N,1.814236°E                                                              | bé integrant del patrimoni cultural català |                                  | Modifica les dades a Wikidata |
|        | Masadella de Baix      | Navàs Viver i Serrateix | masia        |                                                 | 41° 54′ 57″ N, 1° 50′ 54″ E / 41.91569444444445°N,1.8483333333333332°E                                            |                                            |                                  | Modifica les dades a Wikidata |
|        | Masadella de Dalt      | Viver i Serrateix       | masia        |                                                 | 41° 55′ 08″ N, 1° 50′ 54″ E / 41.918769767608°N,1.8484278681726°E                                                 |                                            |                                  | Modifica les dades a Wikidata |
|        | Navel                  | Viver i Serrateix       | masia        | Estil: arquitectura popular                     | 41° 56′ 16″ N, 1° 43′ 26″ E / 41.937654°N,1.723821°E 467 msnm                                                     | bé integrant del patrimoni cultural català | Navel (Viver i Serrateix)        | Modifica les dades a Wikidata |
|        | Puigventós             | Viver i Serrateix       | masia        | Estil: arquitectura popular                     | 41° 56′ 03″ N, 1° 45′ 40″ E / 41.934265°N,1.761081°E                                                              | bé integrant del patrimoni cultural català |                                  | Modifica les dades a Wikidata |
|        | Sant Just              | Viver i Serrateix       | masia        |                                                 | 41° 55′ 40″ N, 1° 46′ 38″ E / 41.92777°N,1.777308°E                                                               | bé integrant del patrimoni cultural català |                                  | Modifica les dades a Wikidata |
|        | Santamaria             | Viver i Serrateix       | masia        | Estil: arquitectura popular                     | 41° 56′ 01″ N, 1° 45′ 45″ E / 41.933542°N,1.762452°E                                                              | bé integrant del patrimoni cultural català |                                  | Modifica les dades a Wikidata |
|        | Santfeliu              | Viver                   | masia        |                                                 | 41° 57′ 26″ N, 1° 48′ 06″ E / 41.957108°N,1.801555°E 729 msnm                                                     |                                            | Santfeliu (Viver)                | Modifica les dades a Wikidata |
|        | Socarrats              | Viver i Serrateix       | masia        |                                                 | 41° 56′ 10″ N, 1° 47′ 07″ E / 41.936133147958°N,1.7853916823234°E                                                 |                                            |                                  | Modifica les dades a Wikidata |
|        | Trulls                 | Viver i Serrateix       | masia        |                                                 | 41° 55′ 49″ N, 1° 50′ 57″ E / 41.9302190308936°N,1.84910680115417°E                                               |                                            |                                  | Modifica les dades a Wikidata |
|        | Vilaferrans            | Viver i Serrateix       | masia        | Estil: arquitectura popular                     | 41° 56′ 56″ N, 1° 49′ 32″ E / 41.948817°N,1.825533°E                                                              | bé integrant del patrimoni cultural català |                                  | Modifica les dades a Wikidata |
|        | Vilajussana            | Viver i Serrateix       | masia        | Estil: arquitectura popular                     | 41° 57′ 38″ N, 1° 46′ 40″ E / 41.960619°N,1.777875°E                                                              | bé integrant del patrimoni cultural català |                                  | Modifica les dades a Wikidata |
|        | Vilanova               | Viver i Serrateix       | masia        | Estil: arquitectura modernista 20th century     | 41° 57′ 23″ N, 1° 48′ 40″ E / 41.956388888889°N,1.8111111111111°E ca:Davant l'església parroquial, Viver 609 msnm | bé integrant del patrimoni cultural català | Vilanova (Viver i Serrateix)     | Modifica les dades a Wikidata |
|        | el Balaguer            | Viver i Serrateix       | masia        |                                                 | 41° 58′ 24″ N, 1° 46′ 13″ E / 41.9734528701269°N,1.77029985019919°E                                               |                                            |                                  | Modifica les dades a Wikidata |
|        | el Capó                | Viver i Serrateix       | masia        |                                                 | 41° 57′ 06″ N, 1° 48′ 15″ E / 41.9515997161295°N,1.80408056670905°E                                               |                                            |                                  | Modifica les dades a Wikidata |
|        | el Castellet           | Viver i Serrateix       | masia        |                                                 | 41° 55′ 09″ N, 1° 44′ 39″ E / 41.9190845681639°N,1.74405449180269°E                                               |                                            |                                  | Modifica les dades a Wikidata |
|        | el Forner              | Viver i Serrateix       | masia        | Estil: arquitectura popular                     | 41° 56′ 29″ N, 1° 46′ 20″ E / 41.941438°N,1.772282°E                                                              | bé integrant del patrimoni cultural català |                                  | Modifica les dades a Wikidata |
|        | el Llop                | Viver i Serrateix       | masia        |                                                 | 41° 57′ 24″ N, 1° 45′ 16″ E / 41.9565652059804°N,1.75438346648889°E                                               |                                            |                                  | Modifica les dades a Wikidata |
|        | el Mallol              | Viver i Serrateix       | masia        | Estil: arquitectura popular                     | 41° 55′ 36″ N, 1° 50′ 22″ E / 41.926583°N,1.839576°E                                                              | bé integrant del patrimoni cultural català |                                  | Modifica les dades a Wikidata |
|        | el Pla de Sogues       | Viver i Serrateix       | masia        | Estil: arquitectura popular                     | 41° 58′ 32″ N, 1° 48′ 25″ E / 41.975534°N,1.807077°E                                                              | bé integrant del patrimoni cultural català |                                  | Modifica les dades a Wikidata |
|        | el Quer                | Viver i Serrateix       | masia        | Estil: arquitectura popular                     | 41° 57′ 01″ N, 1° 46′ 33″ E / 41.950393°N,1.775697°E                                                              | bé integrant del patrimoni cultural català |                                  | Modifica les dades a Wikidata |
|        | el Rastillo            | Viver i Serrateix       | masia        |                                                 | 41° 56′ 40″ N, 1° 46′ 52″ E / 41.9445325823334°N,1.78124287733257°E                                               |                                            |                                  | Modifica les dades a Wikidata |
|        | el Solerot             | Viver i Serrateix       | masia        |                                                 | 41° 59′ 06″ N, 1° 48′ 18″ E / 41.984973509468°N,1.804985194011°E                                                  |                                            |                                  | Modifica les dades a Wikidata |
|        | el Vilaró              | Viver i Serrateix       | masia        | Estil: arquitectura popular                     | 41° 56′ 50″ N, 1° 49′ 42″ E / 41.947188°N,1.828302°E                                                              | bé integrant del patrimoni cultural català |                                  | Modifica les dades a Wikidata |
|        | el Vinyasses           | Viver i Serrateix       | masia        |                                                 | 41° 57′ 01″ N, 1° 48′ 27″ E / 41.9501938359835°N,1.80746092915131°E                                               |                                            |                                  | Modifica les dades a Wikidata |
|        | el Virrei              | Viver i Serrateix       | masia        |                                                 | 41° 59′ 07″ N, 1° 46′ 48″ E / 41.9853465639306°N,1.78006630414116°E                                               |                                            |                                  | Modifica les dades a Wikidata |
|        | els Plans              | Viver i Serrateix       | masia        |                                                 | 41° 57′ 48″ N, 1° 47′ 36″ E / 41.96323613311°N,1.7933241483079°E                                                  |                                            |                                  | Modifica les dades a Wikidata |
|        | l'Abeiar               | Viver i Serrateix Navàs | masia        |                                                 | 41° 54′ 30″ N, 1° 50′ 46″ E / 41.9082489194881°N,1.84611348714649°E                                               |                                            |                                  | Modifica les dades a Wikidata |
|        | l'Albereda             | Viver i Serrateix       | masia        |                                                 | 41° 56′ 23″ N, 1° 47′ 12″ E / 41.939747763038°N,1.7865293745121°E                                                 |                                            |                                  | Modifica les dades a Wikidata |
|        | l'Hostalet             | Viver i Serrateix       | masia        |                                                 | 41° 56′ 36″ N, 1° 46′ 56″ E / 41.9432198962804°N,1.7823053588681°E                                                |                                            |                                  | Modifica les dades a Wikidata |
|        | l'Oriol                | Viver i Serrateix       | masia        |                                                 | 41° 56′ 53″ N, 1° 46′ 36″ E / 41.9481664956701°N,1.77656496103481°E                                               |                                            |                                  | Modifica les dades a Wikidata |
|        | la Cantina             | Viver i Serrateix       | masia        |                                                 | 41° 55′ 49″ N, 1° 47′ 03″ E / 41.9301719237152°N,1.78424215361986°E                                               |                                            |                                  | Modifica les dades a Wikidata |
|        | la Casanova            | Viver i Serrateix       | masia        |                                                 | 41° 57′ 39″ N, 1° 48′ 46″ E / 41.9608867616882°N,1.81288479400777°E                                               |                                            |                                  | Modifica les dades a Wikidata |
|        | la Caseta              | Serrateix               | masia        | Estil: arquitectura popular 18th century        | 41° 56′ 44″ N, 1° 46′ 33″ E / 41.945454°N,1.7758°E                                                                | bé integrant del patrimoni cultural català |                                  | Modifica les dades a Wikidata |
|        | la Codina              | Viver i Serrateix       | masia        |                                                 | 41° 55′ 22″ N, 1° 49′ 33″ E / 41.9229145253823°N,1.82596246780537°E                                               |                                            |                                  | Modifica les dades a Wikidata |
|        | la Coma                | Viver i Serrateix       | masia        |                                                 | 41° 57′ 31″ N, 1° 47′ 06″ E / 41.958644737346°N,1.7849642276613°E                                                 |                                            |                                  | Modifica les dades a Wikidata |
|        | la Masoveria           | Viver i Serrateix       | masia        |                                                 | 41° 55′ 59″ N, 1° 44′ 36″ E / 41.932977460996°N,1.743235769329°E                                                  |                                            |                                  | Modifica les dades a Wikidata |
|        | la Roca del Mill       | Viver i Serrateix       | masia        |                                                 | 41° 56′ 48″ N, 1° 45′ 57″ E / 41.946732874592°N,1.7658876655531°E                                                 |                                            |                                  | Modifica les dades a Wikidata |
|        | la Roqueta             | Viver i Serrateix       | masia        |                                                 | 41° 57′ 31″ N, 1° 46′ 18″ E / 41.958503507758°N,1.7716937858304°E                                                 |                                            |                                  | Modifica les dades a Wikidata |
|        | la Rovira de Xiula     | Viver i Serrateix       | masia        |                                                 | 41° 55′ 01″ N, 1° 50′ 28″ E / 41.916896007654°N,1.8412263604918°E                                                 |                                            |                                  | Modifica les dades a Wikidata |
|        | la Rovira de la Bassa  | Viver i Serrateix       | masia        |                                                 | 41° 58′ 12″ N, 1° 49′ 49″ E / 41.9700805513856°N,1.83025004984446°E                                               |                                            |                                  | Modifica les dades a Wikidata |
|        | la Vila                | Viver i Serrateix       | masia        |                                                 | 41° 56′ 37″ N, 1° 47′ 55″ E / 41.943476488093°N,1.7985223128033°E                                                 |                                            |                                  | Modifica les dades a Wikidata |
|        | la Vileta              | Viver i Serrateix       | masia        |                                                 | 41° 57′ 07″ N, 1° 49′ 16″ E / 41.9519910187648°N,1.82101304423835°E                                               |                                            |                                  | Modifica les dades a Wikidata |
|        | les Cases de Sant Joan | Viver i Serrateix       | masia        | Estil: arquitectura popular                     | 41° 58′ 49″ N, 1° 46′ 07″ E / 41.980343°N,1.768663°E                                                              | bé integrant del patrimoni cultural català |                                  | Modifica les dades a Wikidata |
|        | les Cots               | Viver i Serrateix       | masia        | Estil: arquitectura gòtica arquitectura barroca | 41° 59′ 31″ N, 1° 46′ 51″ E / 41.991837°N,1.780795°E 638 msnm                                                     | bé integrant del patrimoni cultural català | Les Cots (Sant Joan de Montdarn) | Modifica les dades a Wikidata |
|        | les Cots               | Viver i Serrateix       | masia        | Estil: arquitectura popular                     | 41° 56′ 15″ N, 1° 46′ 04″ E / 41.937519°N,1.767871°E                                                              | bé integrant del patrimoni cultural català | Casa les Cots de Serrateix       | Modifica les dades a Wikidata |
|        | les Sitges             | Viver i Serrateix       | masia        | Estil: arquitectura popular                     | 41° 56′ 44″ N, 1° 49′ 52″ E / 41.945486°N,1.830987°E                                                              | bé integrant del patrimoni cultural català |                                  | Modifica les dades a Wikidata |
|        | les Vinyes             | Viver i Serrateix       | masia        |                                                 | 41° 56′ 10″ N, 1° 46′ 37″ E / 41.936043522398°N,1.7769498138385°E                                                 |                                            |                                  | Modifica les dades a Wikidata |

## molí d'aigua
| imatge | Nom                      | Ubicat a          | instància de | Detalls                     | coordenades                                                         | Protecció                                  | Commons (més fotos) | Dades a WD                    |
| ------ | ------------------------ | ----------------- | ------------ | --------------------------- | ------------------------------------------------------------------- | ------------------------------------------ | ------------------- | ----------------------------- |
|        | Molí de Vilajussana      | Viver i Serrateix | molí d'aigua |                             | 41° 57′ 40″ N, 1° 45′ 13″ E / 41.961009803516°N,1.7535452313557°E   |                                            |                     | Modifica les dades a Wikidata |
|        | Molí de l'Albereda       | Viver i Serrateix | molí d'aigua |                             | 41° 56′ 15″ N, 1° 47′ 39″ E / 41.9373731115484°N,1.79410527627341°E |                                            |                     | Modifica les dades a Wikidata |
|        | Molí proper al Mas Trems | Viver i Serrateix | molí d'aigua | Estil: arquitectura popular | 41° 56′ 44″ N, 1° 44′ 57″ E / 41.945418°N,1.749296°E                | bé integrant del patrimoni cultural català |                     | Modifica les dades a Wikidata |

## muntanya
| imatge | Nom                | Ubicat a                   | instància de | Detalls | coordenades                                                         | Protecció | Commons (més fotos) | Dades a WD                    |
| ------ | ------------------ | -------------------------- | ------------ | ------- | ------------------------------------------------------------------- | --------- | ------------------- | ----------------------------- |
|        | Montbordó          | Viver i Serrateix          | muntanya     |         | 41° 58′ 01″ N, 1° 47′ 11″ E / 41.96686111°N,1.78638889°E 786.8 msnm |           |                     | Modifica les dades a Wikidata |
|        | Roc Estret         | Viver i Serrateix          | muntanya     |         | 41° 58′ 21″ N, 1° 47′ 14″ E / 41.97255556°N,1.78727778°E 707.6 msnm |           |                     | Modifica les dades a Wikidata |
|        | Roc del Rèvol      | Viver i Serrateix          | muntanya     |         | 41° 55′ 12″ N, 1° 46′ 47″ E / 41.92°N,1.77961°E 658.9 msnm          |           |                     | Modifica les dades a Wikidata |
|        | Roques Ratllades   | Viver i Serrateix Montclar | muntanya     |         | 41° 59′ 25″ N, 1° 47′ 58″ E / 41.99033333°N,1.79947222°E 602.1 msnm |           |                     | Modifica les dades a Wikidata |
|        | Roques de Codinacs | Viver i Serrateix          | muntanya     |         | 41° 57′ 10″ N, 1° 50′ 14″ E / 41.95274861°N,1.83723056°E 531 msnm   |           |                     | Modifica les dades a Wikidata |
|        | Turó de Salla      | Viver i Serrateix          | muntanya     |         | 41° 56′ 25″ N, 1° 49′ 28″ E / 41.94030556°N,1.82441667°E 636.6 msnm |           |                     | Modifica les dades a Wikidata |

## serra
| imatge | Nom                   | Ubicat a                    | instància de | Detalls | coordenades                                                         | Protecció | Commons (més fotos) | Dades a WD                    |
| ------ | --------------------- | --------------------------- | ------------ | ------- | ------------------------------------------------------------------- | --------- | ------------------- | ----------------------------- |
|        | Serrat de la Tropa    | Puig-reig Viver i Serrateix | serra        |         | 41° 56′ 16″ N, 1° 51′ 27″ E / 41.9377°N,1.85742°E 536.9 msnm        |           |                     | Modifica les dades a Wikidata |
|        | serra de Sant Feliu   | Viver i Serrateix           | serra        |         | 41° 56′ 44″ N, 1° 48′ 13″ E / 41.9456°N,1.80356°E 736 msnm          |           |                     | Modifica les dades a Wikidata |
|        | serrat de Navel       | Montmajor Viver i Serrateix | serra        |         | 41° 56′ 39″ N, 1° 43′ 34″ E / 41.9442°N,1.72604°E                   |           |                     | Modifica les dades a Wikidata |
|        | serrat de Pelasquenes | Montclar Viver i Serrateix  | serra        |         | 41° 59′ 49″ N, 1° 46′ 57″ E / 41.9969°N,1.78242°E 677.4 msnm        |           |                     | Modifica les dades a Wikidata |
|        | serrat de Sant Pere   | Navàs Viver i Serrateix     | serra        |         | 41° 55′ 19″ N, 1° 49′ 13″ E / 41.922°N,1.82016°E 637.3 msnm         |           |                     | Modifica les dades a Wikidata |
|        | serrat de la Miranda  | Viver i Serrateix           | serra        |         | 41° 55′ 48″ N, 1° 44′ 11″ E / 41.93011111°N,1.736325°E              |           |                     | Modifica les dades a Wikidata |
|        | serrat dels Pinyers   | Viver i Serrateix           | serra        |         | 41° 59′ 24″ N, 1° 48′ 40″ E / 41.98991667°N,1.81119444°E 615.9 msnm |           |                     | Modifica les dades a Wikidata |

## Misc
| imatge | Nom                                       | Ubicat a                    | instància de                                                          | Detalls                                                           | coordenades | Protecció                                  | Commons (més fotos)                       | Dades a WD                    |
| ------ | ----------------------------------------- | --------------------------- | --------------------------------------------------------------------- | ----------------------------------------------------------------- | --- | ------------------------------------------ | ----------------------------------------- | ----------------------------- |
|        | Granja de les Cots                        | Viver i Serrateix           | granja                                                                |                                                                   | 41° 59′ 29″ N, 1° 47′ 02″ E / 41.9914047005825°N,1.78400708073978°E                                               |                                            |                                           | Modifica les dades a Wikidata |
|        | Majestat de Serrateix                     | Santa Maria de Serrateix    | obra escultòrica                                                      |                                                                   | Museu Episcopal de Vic                                                                                            |                                            |                                           | Modifica les dades a Wikidata |
|        | Palau abacial de Santa Maria de Serrateix | Serrateix                   | edifici                                                               | Estil: arquitectura popular arquitectura neoclàssica 14th century | 41° 56′ 46″ N, 1° 46′ 35″ E / 41.946242°N,1.77644°E ca:Adossat a l'església de Santa Maria, al cantó sud 729 msnm | bé integrant del patrimoni cultural català | Palau abacial de Santa Maria de Serrateix | Modifica les dades a Wikidata |
|        | Parc riera de Navel                       | Montmajor Viver i Serrateix | espai d'interès natural àrea protegida Pla d'Espais d'Interès Natural | 1992 Superfície: 517.96407ha                                      | 41° 57′ 35″ N, 1° 45′ 16″ E / 41.959831°N,1.754465°E                                                              |                                            | Parc riera de Navel                       | Modifica les dades a Wikidata |
|        | Pont del Molinet                          | Viver i Serrateix           | pont                                                                  | Estil: arquitectura popular Travessa: riera de l'Hospital         | 41° 56′ 29″ N, 1° 44′ 04″ E / 41.94144°N,1.734331°E 450 msnm                                                      | bé integrant del patrimoni cultural català | Pont del Molinet                          | Modifica les dades a Wikidata |
|        | Rectoria de Viver                         | Viver i Serrateix           | rectoria                                                              | Estil: arquitectura popular                                       | 41° 57′ 22″ N, 1° 48′ 47″ E / 41.956182°N,1.813048°E                                                              | bé integrant del patrimoni cultural català |                                           | Modifica les dades a Wikidata |
|        | Roc de Sant Joan                          | Viver i Serrateix           | oratori                                                               |                                                                   | 41° 58′ 41″ N, 1° 46′ 51″ E / 41.978155°N,1.780899°E                                                              | bé integrant del patrimoni cultural català | Sant Joan de Montdarn                     | Modifica les dades a Wikidata |
|        | Sant Joan de Montdarn                     | Viver i Serrateix           | església parroquial                                                   |                                                                   | 41° 58′ 47″ N, 1° 46′ 53″ E / 41.979596°N,1.781375°E                                                              | bé integrant del patrimoni cultural català | Sant Joan de Montdarn                     | Modifica les dades a Wikidata |
|        | Vilajussana                               | Viver i Serrateix           | vèrtex geodèsic                                                       | Alt: 1.2m                                                         | 41° 58′ 01″ N, 1° 47′ 11″ E / 41.966871°N,1.786367°E 786.957 msnm                                                 |                                            |                                           | Modifica les dades a Wikidata |
|        | casa consistorial de Viver i Serrateix    | Viver i Serrateix           | casa consistorial                                                     |                                                                   | 41° 56′ 49″ N, 1° 46′ 42″ E / 41.9469237°N,1.7783158°E                                                            |                                            |                                           | Modifica les dades a Wikidata |
|        | cova del Lladre                           | Viver i Serrateix           | cova                                                                  |                                                                   | 41° 54′ 57″ N, 1° 49′ 46″ E / 41.9157902181453°N,1.82948151984893°E                                               |                                            |                                           | Modifica les dades a Wikidata |
|        | font de la Fou                            | Viver i Serrateix           | font                                                                  |                                                                   | 41° 58′ 11″ N, 1° 48′ 06″ E / 41.969627863345°N,1.8016515187163°E                                                 |                                            |                                           | Modifica les dades a Wikidata |
|        | pantà de Serrateix                        | Viver i Serrateix Montmajor | embassament                                                           | Superfície: 1.63ha                                                | 41° 57′ 49″ N, 1° 45′ 20″ E / 41.963675°N,1.755558°E riera de Navel                                               |                                            | Pantà de Serrateix                        | Modifica les dades a Wikidata |